# Heteralonia bowdeni
Heteralonia bowdeni är en tvåvingeart som beskrevs av Neal L. Evenhuis och Greathead 1999. Heteralonia bowdeni ingår i släktet Heteralonia och familjen svävflugor.
Artens utbredningsområde är Egypten. Inga underarter finns listade i Catalogue of Life.